# William Hurt

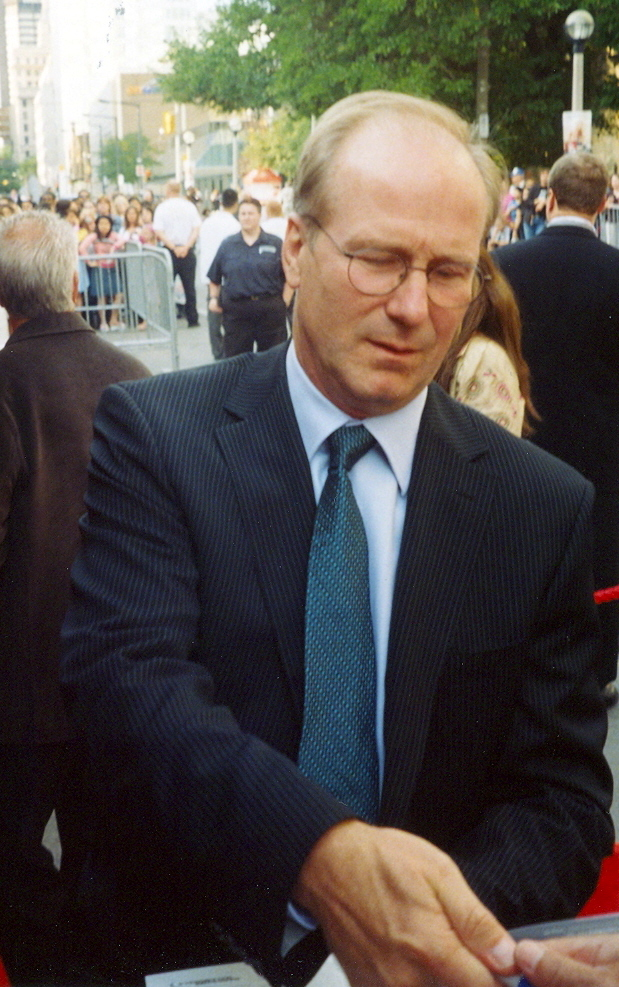
William Hurt (2005)

William McChord Hurt (* 20. März 1950 in Washington, D.C.; † 13. März 2022 in Portland, Oregon) war ein US-amerikanischer Schauspieler. Er feierte ab den 1980er Jahren größere Erfolge und wurde 1986 für Kuß der Spinnenfrau mit dem Oscar als bester Hauptdarsteller ausgezeichnet.

## Frühes Leben
Hurts Mutter Claire Isabel (1923–1971) arbeitete für Time Inc., sein Vater Alfred Hurt (1910–1996) war Büroangestellter und arbeitete für die United States Agency for International Development und das US-Außenministerium. Als William sechs Jahre alt war, trennten sich seine Eltern. Seine Mutter heiratete 1960 Henry Luce III, den Sohn des Verlegers Henry Luce. Hurt wurde mit zwölf Jahren auf das bekannte Internat Middlesex School in Massachusetts geschickt, wo er ermutigt durch einen Lehrer an Schultheaterstücken mitwirkte.

## Karriere
Hurt studierte zunächst Theologie an der Tufts University, bevor er sich der Schauspielerei zuwandte. Seine Schauspielausbildung absolvierte er gemeinsam mit Christopher Reeve und Robin Williams an der Juilliard School, damals geleitet von dem Schauspieler und Produzenten John Houseman. Hurt, Williams und Reeve waren die einzigen Bewerber im Jahr 1973, die die Aufnahmeprüfung (man musste vor einer Jury, inklusive Mr. Houseman, eine Szene aus einem klassischen und einem modernen Theaterstück spielen) bestanden. Danach feierte er erste Erfolge auch bei Off-Broadway-Aufführungen, etwa in der Hauptrolle in My Life mit Christopher Reeve in einer Nebenrolle. Hurt war ab 1977 Teil der Circle Repertory Company. Trotz seiner späteren Filmkarriere kehrte er immer wieder ans Theater zurück und spielte in mehreren Shakespeare-Stücken. Für seine Hauptrolle in David Rabes schwarzer Komödie Hurlyburly an der Seite von Sigourney Weaver erhielt er 1985 sogar eine Nominierung für den Tony Award.
Hurt trat in den späten 1970er Jahren zunächst in verschiedenen Fernsehserien in Erscheinung, ab 1980 war er vor allem in Kinoproduktionen zu sehen. In den 1980er Jahren wurde er zu einem Sexsymbol und stieg zum Kinostar auf, der als komplex und intensiv geltende Charaktere gleichermaßen verkörpern konnte. Gleich in seinen ersten Kinofilmen, den Thrillern Der Höllentrip (1980) und Heißblütig – Kaltblütig (1981), hatte er die Hauptrolle inne. Im zuletzt genannten Neo-Noir verfällt er als Anwalt einer von Kathleen Turner gespielten Femme fatale. Mitte der 1980er Jahre erreichte seine Karriere den Höhepunkt, als er für die Filme Kuß der Spinnenfrau (1985), Gottes vergessene Kinder (1986) und Nachrichtenfieber – Broadcast News (1987) dreimal in Folge für den Oscar als bester Hauptdarsteller nominiert wurde. Für Kuß der Spinnenfrau, in dem er einen während der brasilianischen Militärdiktatur inhaftierten Homosexuellen spielte, gewann er neben dem Oscar auch den Preis bei den Filmfestspielen von Cannes in der Kategorie Bester Schauspieler.
Hurt, zunächst insbesondere für intellektuelle und zurückhaltende Figuren bekannt, etwa seine Darstellungen von Schriftstellern in Die Reisen des Mr. Leary (1988) und Smoke (1995), wurde ab den 1990er Jahren zusehends zum Charakterdarsteller. Anschließend war er für Film und Fernsehen gleichermaßen tätig. Er übernahm Nebenrollen in bekannten Filmen wie Steven Spielbergs A.I. – Künstliche Intelligenz (2001), M. Night Shyamalans The Village – Das Dorf (2004), Sean Penns Into the Wild (2007), Bruce A. Evans’ Mr. Brooks – Der Mörder in Dir (2007) und Ridley Scotts Robin Hood (2010). Für seine Darstellung eines Gangsters in dem Thriller A History of Violence (2005) unter der Regie von David Cronenberg erhielt er seine vierte Oscar-Nominierung, diesmal in der Kategorie Bester Nebendarsteller. Seit 2008 war Hurt in der Rolle des General Thaddeus Ross Teil des Marvel Cinematic Universe. Seinen ersten Auftritt als diese Figur hatte er in Der unglaubliche Hulk, zuletzt 2021 in Black Widow. Im Fernsehen war er unter anderem in der Miniserie Dune – Der Wüstenplanet (2000) sowie in festen Rollen in den Serien Damages – Im Netz der Macht, Goliath und Condor zu sehen.
Sein Schaffen als Film- und Fernsehschauspieler umfasst mehr als 100 Produktionen. Er arbeitete bis kurz vor seinem Tod als Schauspieler, eine seiner letzten Produktionen war der Historienfilm The King’s Daughter.

## Persönliches
Von 1971 bis 1982 war Hurt mit Mary Beth Hurt verheiratet. Mitte der 1980er Jahre lebte er mit der gehörlosen Schauspielkollegin Marlee Matlin zusammen. Mit seiner zweiten Ehefrau Heidi Henderson (1989 bis 1992) hatte er zwei Kinder; aus der Beziehung mit Sandra Jennings stammt ein weiteres Kind. Von 1992 bis 1997 lebte Hurt mit der französischen Filmschauspielerin Sandrine Bonnaire zusammen, mit der er ebenfalls ein gemeinsames Kind hatte.
Hurt geriet aufgrund von langjährigen Alkoholproblemen und turbulenten Beziehungen mehrfach negativ in die Presse. Marlee Matlin bezichtigte Hurt in ihrer 2009 erschienenen Autobiografie I’ll Scream Later der Gewalttätigkeit ihr gegenüber. Auch Hurts ehemalige Lebensgefährtin Donna Katz berichtete über ähnliche Erfahrungen. Hurt entschuldigte sich nach Matlins Buch auch öffentlich bei ihr.
Hurt starb am 13. März 2022, eine Woche vor seinem 72. Geburtstag, an den Folgen von Prostatakrebs, der im Mai 2018 bei ihm als unheilbar diagnostiziert worden war.

## Deutsche Synchronstimmen
Hurt wurde überwiegend von Randolf Kronberg synchronisiert. Nach dessen Tod im März 2007 waren Thomas Fritsch und Jürgen Heinrich fortan seine Synchronstimmen. Ab The First Avenger: Civil War war Wolfgang Condrus seine deutsche Standardstimme in den Marvel-Filmen.

## Filmografie (Auswahl)
- 1977: Kojak – Einsatz in Manhattan (Kojak; Fernsehserie, 2 Folgen)
- 1980: Der Höllentrip (Altered States)
- 1981: Heißblütig – Kaltblütig (Body Heat)
- 1981: Der Augenzeuge (Eyewitness)
- 1983: Gorky Park
- 1983: Der große Frust (The Big Chill)
- 1985: Kuß der Spinnenfrau (Kiss of the Spider Woman)
- 1986: Gottes vergessene Kinder (Children of a Lesser God)
- 1987: Nachrichtenfieber – Broadcast News (Broadcast News)
- 1988: Die Reisen des Mr. Leary (The Accidental Tourist)
- 1988: A Time of Destiny
- 1990: Ich liebe Dich zu Tode (I Love You to Death)
- 1990: Alice
- 1991: Bis ans Ende der Welt
- 1992: Die Pest (La peste)
- 1991: Der Doktor – Ein gewöhnlicher Patient (The Doctor)
- 1993: Mr. Wonderful
- 1994: Die Geschworene – Verurteilt zur Angst (Trial by Jury)
- 1995: Smoke
- 1996: Eine Couch in New York (A Couch in New York)
- 1996: Jane Eyre
- 1996: Michael
- 1998: Familiensache (One True Thing)
- 1998: Dark City
- 1998: Wunsch & Wirklichkeit (The Proposition)
- 1998: Lost in Space
- 1999: The 4th Floor – Haus der Angst (The 4th Floor)
- 1999: Die Akte Romero (The Big Brass Ring)
- 1999: Ein Hauch von Sonnenschein (Sunshine)
- 1999: Do Not Disturb
- 2000: Der Mann der 1000 Wunder (The Miracle Maker – The Story of Jesus)
- 2000: Bei Berührung Tod (The Contaminated Man)
- 2000: Dune – Der Wüstenplanet (Frank Herbert’s Dune, Miniserie)
- 2001: A.I. – Künstliche Intelligenz (Artificial Intelligence: AI)
- 2001: Rare Birds – Selten schräge Vögel! (Rare Birds)
- 2001: Varian’s War – Ein vergessener Held (Varian’s War)
- 2002: King of Queens (The King of Queens, Fernsehserie, Folge 4×25 Psycho-Kisten)
- 2002: Spurwechsel (Changing Lanes)
- 2002: Dem Paradies ganz nah (Au plus près du paradis)
- 2002: Bis in alle Ewigkeit (Tuck Everlasting)
- 2004: The Village – Das Dorf (The Village)
- 2004: Das Geheimnis des blauen Schmetterlings (The Blue Butterfly)
- 2004: Die Kreatur – Gehasst und gejagt (Frankenstein, Miniserie)
- 2005: Jagd nach Gerechtigkeit (Hunt for Justice)
- 2005: A History of Violence
- 2005: Syriana
- 2005: Das 11. Gebot (The King)
- 2005: Neverwas
- 2006: Der gute Hirte (The Good Shepherd)
- 2006: Nightmares & Dreamscapes: Nach den Geschichten von Stephen King (Nightmares & Dreamscapes: From the Stories of Stephen King, Miniserie, Folge 1×01 Schlachtfeld)
- 2007: Mr. Brooks – Der Mörder in Dir (Mr. Brooks)
- 2007: Into the Wild
- 2007: Noise – Lärm! (Noise)
- 2008: Das gelbe Segel (The Yellow Handkerchief)
- 2008: 8 Blickwinkel (Vantage Point)
- 2008: Der unglaubliche Hulk (The Incredible Hulk)
- 2009: Die Gräfin (The Countess)
- 2009: Die Mandela-Verschwörung (Endgame)
- 2009: Damages – Im Netz der Macht (Damages, Fernsehserie, 10 Folgen)
- 2010: The River Why
- 2010: Robin Hood
- 2011: Moby Dick (Fernsehzweiteiler)
- 2011: Late Bloomers
- 2011: Too Big to Fail – Die große Krise (Too Big to Fail)
- 2013: Seelen (The Host)
- 2013: Bonnie & Clyde (Fernsehfilm)
- 2013: The Challenger
- 2014: Winter’s Tale
- 2014: Das Verschwinden der Eleanor Rigby (The Disappearance of Eleanor Rigby: Them)
- 2015: Humans (Fernsehserie)
- 2016: The First Avenger: Civil War (Captain America: Civil War)
- 2016: Zeit für Legenden (Race)
- 2016–2021: Goliath (Fernsehserie, 14 Folgen)
- 2018: Avengers: Infinity War
- 2018: The Miracle Season
- 2018–2020: Condor (Fernsehserie, 11 Folgen)
- 2019: Avengers: Endgame
- 2019: The Last Full Measure
- 2021: Black Widow
- 2022: The King’s Daughter

## Auszeichnungen
- 1980: Golden-Globe-Nominierung als Bester Nachwuchsdarsteller
- 1986: Oscar als Bester Hauptdarsteller für Kuß der Spinnenfrau
- 1987: Oscar-Nominierung als Bester Hauptdarsteller für Gottes vergessene Kinder
- 1987: Golden-Globe-Nominierung als Bester Hauptdarsteller – Drama für Gottes vergessene Kinder
- 1988: Oscar-Nominierung als Bester Hauptdarsteller für Nachrichtenfieber – Broadcast News
- 1988: Golden-Globe-Nominierung als Bester Hauptdarsteller – Musical/Komödie für Nachrichtenfieber – Broadcast News
- 2006: Oscar-Nominierung als Bester Nebendarsteller für A History of Violence